# Agama etoshae
Agama etoshae là một loài thằn lằn trong họ Agamidae. Loài này được Mclachlan mô tả khoa học đầu tiên năm 1981.